# Jacques Van Mansfeld

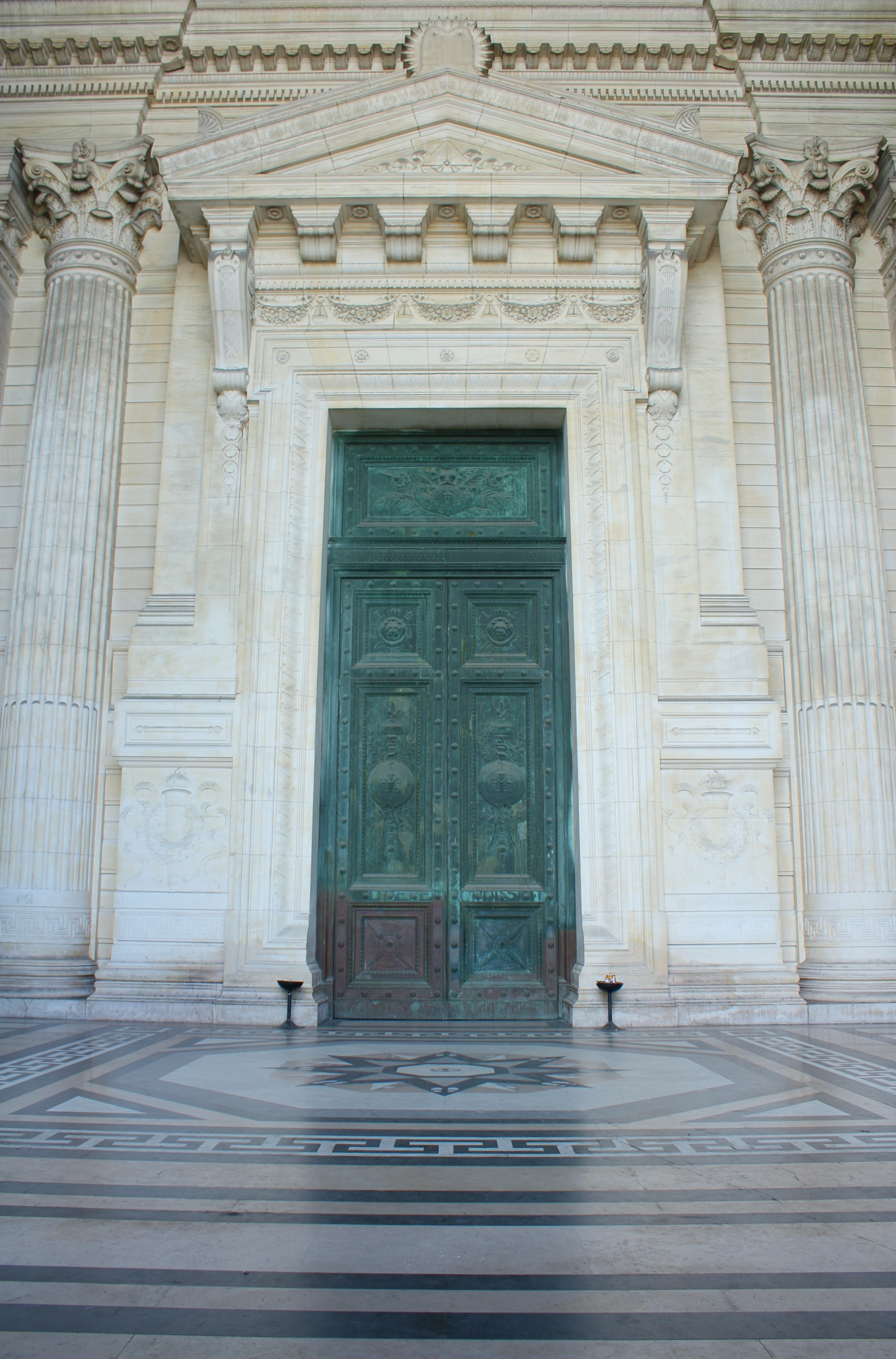
Les portes de bronze du Palais de Justice de Bruxelles, par Jacques Van Mansfeld, copie à l'identique des portes originales détruites.

Jacques Van Mansfeld, est un architecte belge du XIXe et du XXe siècle.
Formé auprès de Joseph Poelaert il fut choisi pour créer dans l'esprit de son maître les portes de bronze cyclopéennes qui ouvrent le Palais de justice de Bruxelles. Cette double porte de bronze fut exécutée par la Compagnie des Bronzes. Détruite, elle fut remplacée par la copie qui existe toujours.
Il est l'auteur également de nombreuses maisons et hôtels de maître à Bruxelles.

## Quelques œuvres
- 1885 : Saint-Gilles, 70 rue Jourdan, maison de style éclectique d'inspiration Renaissance.
- 1890 : Bruxelles, extension Est, 42, rue du Taciturne, maison néoclassique.
- 1893 : hôtel du n° 283 avenue Louise (détruit), dont la partie arrière donnera sur le 16 rue Tenbosch, construit par le même architecte en 1905.
- 1898 : maison pour Monsieur Peeters rue d'Allemagne, ornée de sgraffites par Gabriel Van Dievoet d'inspiration renaissance italienne.
- 1898 : Maison pour Monsieur Peeters, rue de l'Instruction, ornée de sgraffites d'inspiration Renaissance flamande par Gabriel Van Dievoet.
- 1898 : Maison pour Monsieur Peeters rue de Commines, avec des ornements en sgraffites de style grec par Gabriel Van Dievoet.
- 1904 : Ancienne maison et atelier du peintre Eugène Broerman de style éclectique, place de la Prison, actuellement place Antoine Delporte, 2 à Saint-Gilles.
- 1905 : Bruxelles, extension sud, 16 rue de Tenbosch, Maison de style éclectique, ancienne dépendance du n° 283 de l'avenue Louise.
- 1908 : rue Souveraine 76, maison bourgeoise de style éclectique, maison personnelle de l'architecte.
- 1908 : maison rue Souveraine 78, de style éclectique.